# Giro di Svizzera 1948
Il Giro di Svizzera 1948, dodicesima edizione della corsa, si svolse dal 12 al 19 giugno 1948 per un percorso di 1 412 km, con partenza e arrivo a Zurigo. Il corridore svizzero Ferdi Kübler si aggiudicò la corsa concludendo in 41h53'58".
Dei 64 ciclisti alla partenza arrivarono al traguardo in 40, mentre 24 si ritirarono.

## Tappe
| Tappa  | Data      | Percorso                    | km    | Vincitore di tappa | Leader cl. generale |
| ------ | --------- | --------------------------- | ----- | ------------------ | ------------------- |
| 1ª-1ª  | 12 giugno | Zurigo > Olten              | 154,3 | Ferdi Kübler       | Ferdi Kübler        |
| 1ª-2ª  | 12 giugno | Olten > Basilea             | 75,6  | Jean Robic         | Ferdi Kübler        |
| 2ª     | 13 giugno | Basilea > La Chaux-de-Fonds | 189,1 | Giulio Bresci      | Ferdi Kübler        |
| 3ª-1ª  | 14 giugno | La Chaux-de-Fonds > Morges  | 100,7 | Jean Goldschmit    | Ferdi Kübler        |
| 3ª-2ª  | 14 giugno | Morges > Thun               | 156,3 | Ferdi Kübler       | Ferdi Kübler        |
| 4ª     | 16 giugno | Thun > Altdorf              | 134,4 | Jean Robic         | Ferdi Kübler        |
| 5ª     | 17 giugno | Altdorf > Lugano            | 152,8 | Hugo Koblet        | Ferdi Kübler        |
| 6ª     | 18 giugno | Lugano > Arosa              | 189   | Ferdi Kübler       | Ferdi Kübler        |
| 7ª-1ª  | 19 giugno | Arosa > Flawil              | 149,7 | Walter Diggelmann  | Ferdi Kübler        |
| 7ª-2ª  | 19 giugno | Flawil > Zurigo             | 110,5 | Ferdi Kübler       | Ferdi Kübler        |
| Totale | Totale    | Totale                      | 1 412 |                    |                     |

## Dettagli delle tappe

### 1ª tappa-1ª semitappa
- 12 giugno: Zurigo > Olten – 154,3 km

Risultati
| Pos. | Corridore       | Squadra  | Tempo    |
| ---- | --------------- | -------- | -------- |
| 1    | Ferdi Kübler    | Svizzera | 3h47'30" |
| 2    | Hans Sommer     | Svizzera | s.t.     |
| 3    | Alfredo Pasotti | Italia   | s.t.     |

### 1ª tappa-2ª semitappa
- 12 giugno: Olten > Basilea – 75,6 km

Risultati
| Pos. | Corridore     | Squadra  | Tempo    |
| ---- | ------------- | -------- | -------- |
| 1    | Jean Robic    | Francia  | 1h57'56" |
| 2    | Hans Schütz   | Svizzera | s.t.     |
| 3    | Charles Guyot | Svizzera | s.t.     |

### 2ª tappa
- 13 giugno: Basilea > La Chaux-de-Fonds – 189,1 km

Risultati
| Pos. | Corridore         | Squadra  | Tempo    |
| ---- | ----------------- | -------- | -------- |
| 1    | Giulio Bresci     | Italia   | 5h39'29" |
| 2    | Ferdi Kübler      | Svizzera | s.t.     |
| 3    | Richard Depoorter | Belgio   | s.t.     |

### 3ª tappa-1ª semitappa
- 14 giugno: La Chaux-de-Fonds > Morges – 100,7 km

Risultati
| Pos. | Corridore       | Squadra     | Tempo    |
| ---- | --------------- | ----------- | -------- |
| 1    | Jean Goldschmit | Lussemburgo | 2h31'39" |
| 2    | Raoul Rémy      | Svizzera    | a 55"    |
| 3    | Ernst Stettler  | Svizzera    | a 1'52"  |

### 3ª tappa-2ª semitappa
- 14 giugno: Morges > Thun – 156,3 km

Risultati
| Pos. | Corridore         | Squadra  | Tempo    |
| ---- | ----------------- | -------- | -------- |
| 1    | Ferdi Kübler      | Svizzera | 4h35'12" |
| 2    | Hans Sommer       | Svizzera | s.t.     |
| 3    | Walter Diggelmann | Svizzera | s.t.     |

### 4ª tappa
- 16 giugno: Thun > Altdorf – 134,4 km

Risultati
| Pos. | Corridore    | Squadra  | Tempo    |
| ---- | ------------ | -------- | -------- |
| 1    | Jean Robic   | Francia  | 3h49'20" |
| 2    | Ferdi Kübler | Svizzera | s.t.     |
| 3    | Hugo Koblet  | Svizzera | a 4'05"  |

### 5ª tappa
- 17 giugno: Altdorf > Lugano – 152,8 km

Risultati
| Pos. | Corridore    | Squadra  | Tempo    |
| ---- | ------------ | -------- | -------- |
| 1    | Hugo Koblet  | Svizzera | 4h58'37" |
| 2    | Ferdi Kübler | Svizzera | a 3'25"  |
| 3    | Hans Nötzli  | Svizzera | s.t.     |

### 6ª tappa
- 18 giugno: Lugano > Arosa  – 189 km

Risultati
| Pos. | Corridore     | Squadra  | Tempo    |
| ---- | ------------- | -------- | -------- |
| 1    | Ferdi Kübler  | Svizzera | 6h42'08" |
| 2    | Jean Robic    | Francia  | s.t.     |
| 3    | Giulio Bresci | Italia   | a 34"    |

### 7ª tappa-1ª semitappa
- 19 giugno: Arosa > Flawil – 149,7 km

Risultati
| Pos. | Corridore         | Squadra  | Tempo    |
| ---- | ----------------- | -------- | -------- |
| 1    | Walter Diggelmann | Svizzera | 4h32'45" |
| 2    | Alfredo Martini   | Italia   | a 6'36"  |
| 3    | Hugo Koblet       | Svizzera | s.t.     |

### 7ª tappa-2ª semitappa
- 19 giugno: Flawil > Zurigo – 110,5 km

Risultati
| Pos. | Corridore    | Squadra  | Tempo    |
| ---- | ------------ | -------- | -------- |
| 1    | Ferdi Kübler | Svizzera | 3h06'27" |
| 2    | Luigi Casola | Italia   | a 3'38"  |
| 3    | Hugo Koblet  | Svizzera | a 5'50"  |

## Classifiche finali

### Classifica generale
| Pos. | Corridore           | Squadra     | Tempo     |
| ---- | ------------------- | ----------- | --------- |
| 1    | Ferdi Kübler        | Svizzera    | 41h53'58" |
| 2    | Giulio Bresci       | Italia      | a 18'10"  |
| 3    | Hans Sommer         | Svizzera    | a 20'28"  |
| 4    | Jean Robic          | Francia     | a 25'46"  |
| 5    | Jean Kirchen        | Lussemburgo | a 28'30"  |
| 6    | Armando Peverelli   | Italia      | a 30'14"  |
| 7    | Alfredo Martini     | Italia      | a 35'07"  |
| 8    | Georges Aeschlimann | Svizzera    | a 38'56"  |
| 9    | Jean Goldschmit     | Lussemburgo | a 40'00"  |
| 10   | Hugo Koblet         | Svizzera    | a 46'01"  |

### Classifica scalatori
| Pos. | Corridore           | Squadra  | Punti |
| ---- | ------------------- | -------- | ----- |
| 1    | Ferdi Kübler        | Svizzera | 38,5  |
| 2    | Jean Robic          | Francia  | 32    |
| 3    | Angelo Menon        | Italia   | 32    |
| 4    | Robert Bonnaventure | Francia  | 28    |
| 5    | Apo Lazaridès       | Francia  | 24    |